# Municipio de Lakefield (condado de Saginaw)
El municipio de Lakefield (en inglés: Lakefield Township) es un municipio ubicado en el condado de Saginaw en el estado estadounidense de Míchigan. En el año 2010 tenía una población de 1029 habitantes y una densidad poblacional de 16,48 personas por km².

## Geografía
El municipio de Lakefield se encuentra ubicado en las coordenadas 43°20′38″N 84°19′21″O / 43.34389, -84.32250. Según la Oficina del Censo de los Estados Unidos, el municipio tiene una superficie total de 62.44 km², de la cual 62,37 km² corresponden a tierra firme y (0,11 %) 0,07 km² es agua.

## Demografía
Según el censo de 2010, había 1029 personas residiendo en el municipio de Lakefield. La densidad de población era de 16,48 hab./km². De los 1029 habitantes, el municipio de Lakefield estaba compuesto por el 96,99 % blancos, el 0,19 % eran asiáticos, el 0,1 % eran isleños del Pacífico, el 1,36 % eran de otras razas y el 1,36 % eran de una mezcla de razas. Del total de la población el 5,25 % eran hispanos o latinos de cualquier raza.